# Pholeuon gracile
Pholeuon gracile es una especie de escarabajo del género Pholeuon, familia Leiodidae. Fue descrita por Frivaldszky, J. en 1861.

## Distribución
Se encuentra en Rumania.

## Subespecies
Se reconocen las siguientes:
- P. g. bokorianum
- P. g. chappuisi
- P. g. gracile